# Markeyita
La markeyita és un mineral de la classe dels carbonats. Rep el nom de la mina Markey, al comtat de San Juan (Utah, Estats Units), la seva localitat tipus.

## Característiques
La markeyita és un carbonat de fórmula química Ca9(UO₂)₄(CO₃)13·28H₂O. Va ser aprovada com a espècie vàlida per l'Associació Mineralògica Internacional l'any 2016, sent publicada per primera vegada el 2018. Cristal·litza en el sistema ortoròmbic. La seva duresa a l'escala de Mohs es troba entre 1,5 i 2.
Els exemplars que van servir per a determinar l'espècie, el que es coneix com a material tipus, es troben conservats a les col·leccions mineralògiques del Museu d'Història Natural del Comtat de Los Angeles, a Los Angeles (Califòrnia) amb el número de catàleg: 67091 (holotip), 67092, 67093, 67094 i 69095 (cotip), i al Museu Mineralògic Fersmann, de l'Acadèmia de Ciències de Rússia, a Moscú (Rússia).

## Formació i jaciments
Va ser descoberta a la mina Markey, situada al districte de White Canyon, dins el comtat de San Juan (Utah, Estats Units). Es tracta de l'únic indret de tot el planeta on ha estat descrita aquesta espècie mineral.